# Georgette Nkoma
Georgette Nkoma, född 16 juni 1965, är en friidrottare från Kamerun. Hon deltog vid olympiska sommarspelen 1992 och olympiska sommarspelen 1996.